# Tjekkiets U/16-fodboldlandshold
Tjekkiets U/16-fodboldlandshold består af tjekkiske fodboldspillere, som er under 16 år og administreres af Českomoravský fotbalový svaz.